# دورنو (بافيا)
دورنو (بالإيطالية: Dorno)‏ هي بلدة تقع في مقاطعة بافيا بإقليم لومبارديا في شمال إيطاليا. تبلغ مساحة هذه المدينة 30.6 (كم²)، وترتفع عن سطح البحر م، بلغ عدد سكانها 4415 نسمة في عام 2004 حسب إحصاء المعهد الوطني للإحصاء.

## السكان
في سنة 1861 بلغ عدد السكان 4٬066 نسمة، وتطور العدد ليصل في سنة 2011 لـ 4٬584 نسمة.
يظهر هذا المخطط البياني تطور النمو السكاني لـ دورنو (بافيا)

## أعلام
- رون